# Juan Camacho (álbum)
Juan Camacho es el primer álbum de estudio del cantante español Juan Camacho, publicado en la primavera de 1974. Con la ayuda entre otros de su productor y amigo Juan Pardo, se obtiene un L.p. de corte entre melódico y pop-rock, con una orquestación básica sin apenas instrumentos de cuerdas y coros.
Varios de los temas se aprovecharon para grabarlos en Londres contando con la ayuda de dos grandes arreglistas británicos, Reg Guest y John Cameron.
En ese momento la crítica nacional se rinde a los pies de Juan Camacho, llegando a compararle con grandes del momento como Camilo Sesto y Juan Pardo. Su voz y el hecho de haber nacido en Valencia propicia que también se le compare con Nino Bravo, fallecido apenas un año atrás.

## Contenido
| #  | Título            | Compositor(es)             | Duración |
| -- | ----------------- | -------------------------- | -------- |
| 1  | Golondrina        | Juan Pardo / Juan Camacho  | 5:03     |
| 2  | Mía               | Juan Camacho / Juan Pardo  | 2:55     |
| 3  | Nadie             | Juan Pardo                 | 4:10     |
| 4  | Tú                | Manolo Galván / Juan Pardo | 2:47     |
| 5  | Construir         | Johanna McManus            | 4:28     |
| 6  | Mi soledad        | Ignacio Egaña              | 3:11     |
| 7  | Un año más        | Juan Pardo                 | 3:35     |
| 8  | Cerca de ti       | Juan Pardo / Juan Camacho  | 3:15     |
| 9  | No puedo más      | Luis Nodar - Juan Pardo    | 3:40     |
| 10 | Sueños del pasado | Johanna McManus            | 3:30     |

## Créditos
- Arreglos: Reg Guest («Golondrina», «Mi soledad» y «Un año más»)
- Arreglos: John Cameron («Mía», «Construir» y «Sueños del pasado»)
- Ingenieros de sonido: José Loeches y Raúl Marcos
- Producción: Juan Pardo
- Fotografía: Francisco Ontañón

- Eduardo Gracia: bajo
- Pepe Sánchez: batería
- Pepe Ébano: percusión
- Carlos Villa: guitarra
- Eduardo Leyva: teclados

- Una producción Piraña Musical para CBS

## Sencillos
| # | Título | Canciones que componen el sencillo | Edición |
| - | ------ | ---------------------------------- | ------- |
| 1 | Mía    | Mía/Mi soledad                     | 1974    |

- Datos: Q5948076